# Incurvaria masculella
Espèce
Incurvaria masculella est une espèce de lépidoptères (papillons) de la famille des Incurvariidae, que l'on trouve en Europe.
Ce petit papillon a une envergure de 12 à 18 mm.
Il vole d'avril à juin selon les endroits.
Sa chenille se nourrit sur les chênes, châtaigniers, noisetiers, tilleuls, charmes, rosiers, airelles et aubépines.

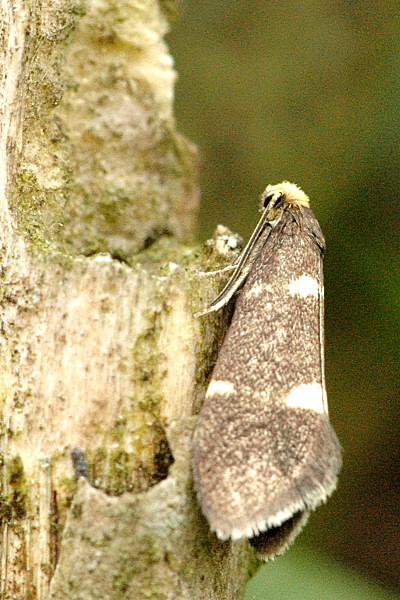
Femelle.
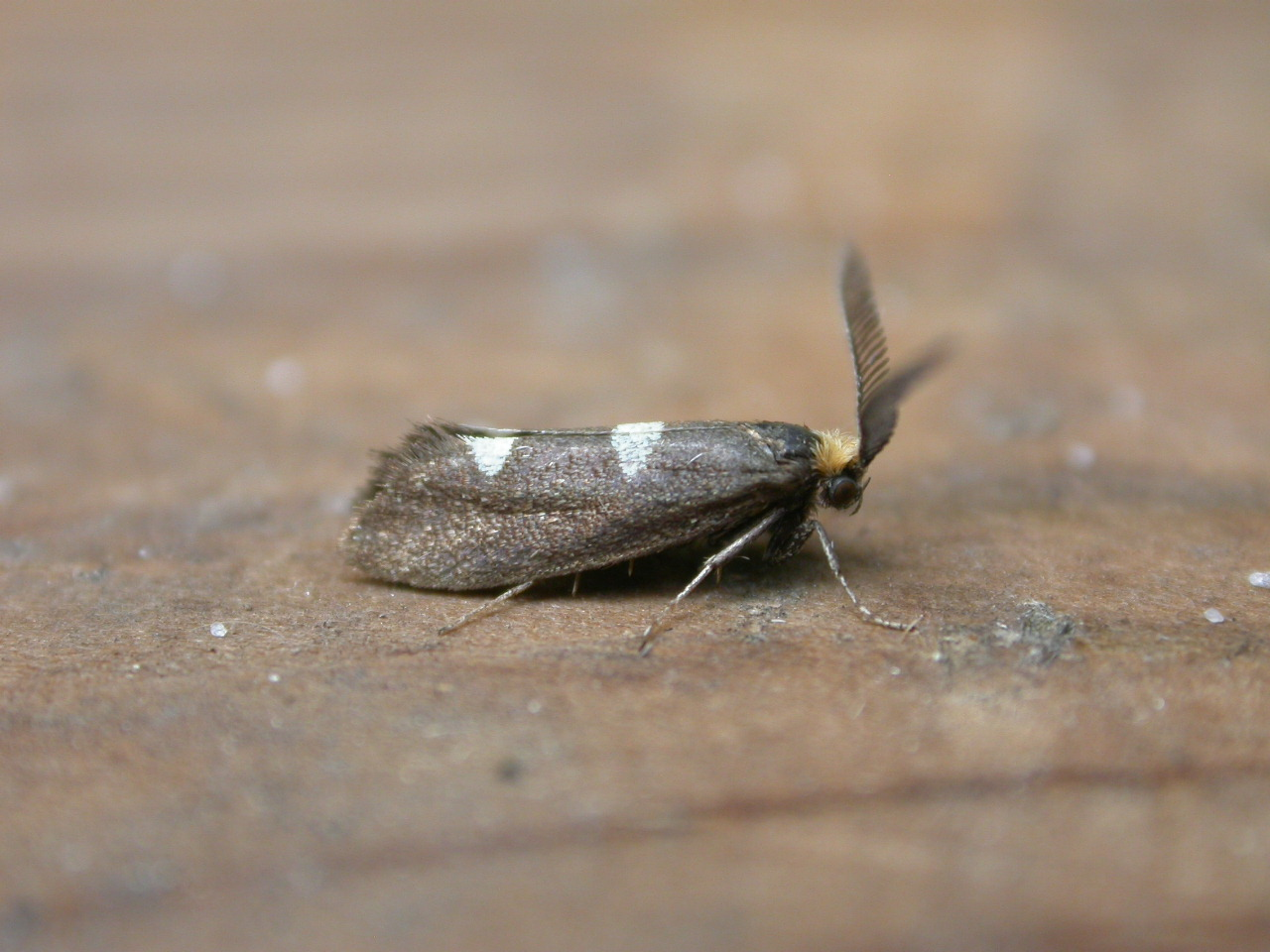
Mâle.